# Piotrów (Ukraina)
Piotrów (ukr. Петрів) – wieś na Ukrainie, w obwodzie iwanofrankowskim, w rejonie tłumackim nad Dniestrem.

## Historia
W XIX w. własność Romanowskich herbu Bożawola.

## Zabytki
- zamek - w XIX w. na północ od zachodniego krańca wsi znajdowały się ślady starego zamku, położonego na wysokim brzegu, stromo spadającego do Dniestru. Na całym tym stoku znajdowały się pozostałości zamkowego ogrodu.

## Urodzeni
- we wsi urodził się Seweryn Daniłowicz (Северин Данилович), ukraiński adwokat oraz działacz społeczny.